# 요시노 (방호순양함)
요시노(吉野)는 일본 제국 해군의 방호순양함이다. 요시노급 방호순양함 중 1번함으로 급은 다르지만 다카사고와 자매함이다. ‘요시노’라는 이름은 나라현 남부에 있는 요시노 산맥(吉野)에서 나온 것이다. 청일 전쟁 때 활약했지만, 러일 전쟁 중 짙은 안개 속에서 장갑순양함 가스가와 충돌한 직후 침몰했다. 설계는 필립 와츠가 맡았다.

## 개요
당시 세계에서 가장 빠른 군함으로, 국민 모금으로 만들어진 군함이었다. 영국에서 회항할 때 나중에 함장이 되는 가와하라 요이치와 함께 위원으로 아키야마 사네유키도 동행했다.
이후 제1유격대의 기함이되었고, 제1유격대 사령관은 츠보이 고조가, 함장은 가와하라 요이치가 맡았다.
1894년 청일 전쟁에서 풍도 해전이나 황해 해전에서 참전하여 활약했다.
1904년 러일 전쟁 때 ‘요시노’는 여순 앞바다에서 후방인 장산 열도로 향하던 도중 짙은 안개 속에서 일등순양함 ‘가스가’와 함수가 충돌해 사에키 긴 함장 이하 300여명을 태운 채 침몰한다.

## 무장
포는 모든 방순부와 함께 상갑판에 놓여있었다. 암스트롱 40구경 15.2cm 단장 속사포는 사령탑 앞에 1개, 사령탑 양쪽의 선교 옆에, 편현에 하나씩 양현에서 2기, 함 후방에 1기가 있었다. 암스트롱 40구경 12cm 단장 속사포는 편현에 4기씩 양현에서 8기가 있었다. 편현에 5 개씩 줄 지어 있는 포 중 선두가 15.2cm 포이다.
‘요시노’는 일본 해군에서 처음으로 무연 화약을 도입하였고, 거리계(바 앤 스트라우드 사제 (해군 호칭 : 무식) 1.5 미터 마이크로 미터)를 탑재한 군함이었다.

## 연표
- 1893년 9월 30일 - 영국 윌리엄 암스트롱에서 준공.
- 1894년 7월 25일 - 풍도 해전에 참가.
- 1904년 5월 15일 - 장갑순양함 ‘가스가’의 구축함 충각과 운반 중앙부에 충돌 침몰했다.
- 1905년 5월 21일 – 퇴역.

## 함장
일본해군사 제9권, 제10권 ‘장관 내역’과 ‘관보’에 근거한다.
회항 위원장
- 가와하라 요이치 대좌 : 1893년 5월 20일 - 1893년 6월 7일

함장
- 가와하라 요이치 대좌 : 1893년 6월 7일 - 1895년 6월 4일
- 모로오카 요리유키 대좌 : 1895년 6월 4일 - 1896년 11월 26일
- 시마자키 요시타다 대좌 : 1896년 11월 26일 - 1897년 12월 1일
- 우에무라 나가자네 대좌 : 1897년 12월 1일 - 1898년 6월 13일
- 탄지히로 시유우 대좌 : 1898년 6월 13일 - 1899년 6월 17일
- 오이노우에 큐마로 대좌 : 1899년 6월 17일 - 1900년 2월 13일
- 사카이 타다토시 대좌 : 1900년 2월 13일 - 1901년 1월 21일
- 테라가키 이조오 대좌 : 1901년 2월 4일 - 1901년 3월 13일
- 마츠모토 아리노부 대좌 : 1901년 4월 23일 - 1902년 4월 22일
- 사에키 긴 대좌 : 1903년 4월 12일 - 1904년 5월 15일 전사